# Melinda Fábián
Melinda Fábián (Tatabánya, 25 de junho de 1987) é uma lutadora de artes marciais mistas húngara, que atualmente compete na categoria peso-mosca-feminino do Ultimate Fighting Championship.

## Background
Melinda Fábián começou a treinar artes marciais aos 12 anos. Ela começou a treinar no MMA profissionalmente em 2015. No ano de 2015, ela foi premiada como a maior competidora da Hungria. Ela frequentou a faculdade de Sociologia, mas faltou a sua dissertação para receber o diploma. Fábián já foi representante sueca de serviço ao cliente e agente sueca de assistência técnica de TI. Também já foi duas vezes campeã mundial de Kenpō pelo IKF.

## Carreira no MMA
Fábián fez sua estreia profissional no MMA em maio de 2015. Composta por organizações na Europa, onde chegou a disputar o Cinturão Peso-Galo-Feminino Vago do GCF, Fábián compilou um cartel de 4-3-1, antes de se juntar ao elenco do The Ultimate Fighter 26, em meados de 2017.

### The Ultimate Fighter
Em agosto de 2017, foi anunciado que Fábián fora uma das lutadoras selecionadas para participar do The Ultimate Fighter: A New World Champion.
Em sua primeira luta no reality show, Fábián enfrentou a americana Rachael Ostovich. Ela perdeu a luta por finalização no primeiro round.

### Ultimate Fighting Championship
Fábián lutou no The Ultimate Fighter 26 Finale, em 1 de dezembro de 2017, contra DeAnna Bennett. Bennett e Melinda Fabian travaram a única luta que terminou em igualdade. As lutadoras, que proporcionaram um duelo morno - o primeiro do evento que precisou de três rounds -, ficaram no empate majoritário (29-27, 28-28 e 28-28). É bom lembrar que Fabian, por segurar na grade para evitar uma queda no segundo round, perdeu um ponto como punição.

## Cartel no MMA
| Cartel no MMA   |            |            |
| 10 lutas        | 4 vitórias | 4 derrotas |
| Por finalização | 4          | 2          |
| Por decisão     | 0          | 2          |
| Empates         | 2          | 2          |

| Res.    | Cartel | Oponente          | Método                       | Evento                                            | Data       | Round | Tempo | Local             | Notas                                                                   |
| ------- | ------ | ----------------- | ---------------------------- | ------------------------------------------------- | ---------- | ----- | ----- | ----------------- | ----------------------------------------------------------------------- |
| Derrota | 4-4-2  | Ji Yeon Kim       | Decisão (dividida)           | UFC Fight Night: Cowboy vs. Edwards               | 23/06/2018 | 3     | 5:00  | Kallang           |                                                                         |
| Empate  | 4-3-2  | DeAnna Bennett    | Empate (majoritário)         | The Ultimate Fighter: A New World Champion Finale | 01/12/2017 | 3     | 5:00  | Las Vegas, Nevada | Estreia no UFC; Voltou ao peso-mosca.                                   |
| Derrota | 4-3-1  | Judith Ruis       | Finalização (guilhotina)     | Aggrelin 16 - Mia San Cage Fight                  | 12/02/2017 | 1     | 4:30  | Munique           | Peso-casado (138 lbs).                                                  |
| Vitória | 4-2-1  | Monic Billicsi    | Finalização (leglock)        | Aggrelin 15 - Cage Fight Franken                  | 18/12/2016 | 1     | 0:14  | Nuremberga        | Peso-casado (150 lbs).                                                  |
| Vitória | 3-2-1  | Timea Nyisztor    | Finalização (chave de braço) | CFK - Cage Fighting Komarno                       | 05/11/2016 | 1     | 0:38  | Komárno           | Peso-casado (132 lbs).                                                  |
| Derrota | 2-2-1  | Lucie Pudilová    | Decisão (dividida)           | GCF 34 - Back In The Fight 5                      | 25/03/2016 | 5     | 5:00  | Příbram           | Pelo Cinturão Peso-Galo-Feminino Vago do GCF.                           |
| Vitória | 2-1-1  | Paulina Borkowska | Finalização (ezequiel choke) | PLMMA 62 / AFC 6 - Wyszkow                        | 09/01/2016 | 2     | 2:52  | Wyszków           | Peso-casado (141 lbs).                                                  |
| Empate  | 1-1-1  | Eeva Siiskonen    | Empate (unânime)             | CF 11 - Carelia Fight 11                          | 05/09/2015 | 3     | 5:00  | Imatra            | Estreia no peso-galo.                                                   |
| Derrota | 1-1    | Katlyn Chookagian | Finalização (chave de braço) | PMMAL - Hungarian Fight Championship 9            | 09/05/2015 | 1     | 4:33  | Győr              | Semifinal do torneio peso-mosca-feminino do HFC.                        |
| Vitória | 1-0    | Barbora Poláková  | Finalização (chave de braço) | PMMAL - Hungarian Fight Championship 9            | 09/05/2015 | 1     | 3:34  | Győr              | Estreia no MMA; Quartas de final do torneio peso-mosca-feminino do HFC. |

### Cartel noTUF 26
| Res.    | Cartel | Oponente         | Método                  | Evento                                     | Data                  | Round | Tempo | Local             | Notas           |
| ------- | ------ | ---------------- | ----------------------- | ------------------------------------------ | --------------------- | ----- | ----- | ----------------- | --------------- |
| Derrota | 0-1    | Rachael Ostovich | Finalização (mata-leão) | The Ultimate Fighter: A New World Champion | 18/10/2017 (exibição) | 1     | 4:22  | Las Vegas, Nevada | Luta Preliminar |